# L'Amateur (film, 1979)
Pour les articles homonymes, voir L'Amateur.
Pour plus de détails, voir Fiche technique et Distribution.
L'Amateur (Amator) est un film polonais réalisé par Krzysztof Kieślowski, sorti en 1979.

## Synopsis
Un homme (Filip) achète une caméra dans l'intention de filmer sa fille naissante. Engagé par son employeur pour enregistrer sur pellicule le passage de hauts dignitaires dans l'entreprise, il se prend de passion pour la création cinématographique et, de fil en aiguille, réalise de plus en plus de films jusqu'à en négliger tout autre aspect de sa vie.

## Fiche technique
- Titre : L'Amateur
- Titre original : Amator
- Réalisation : Krzysztof Kieślowski
- Scénario : Krzysztof Kieślowski
- Dialogues : Krzysztof Kieślowski et Jerzy Stuhr
- Photographie : Jacek Petrycki
- Musique originale : Krzysztof Knittel
- Décors : Rafał Waltenberger
- Son : Michał Żarnecki
- Montage : Halina Nawrocka
- Pays de production :  Pologne
- Production :
  - Tor Production (Pologne)
  - Directeur de production : Wiesława Piotrowska
- Distribution :
  - France : Cannon France
- Format : Couleur - 35 mm
- Genre :
- Durée : 112 minutes
- Dates de sortie : 
  - France : 26 octobre 1988 en salles

## Distribution
- Jerzy Stuhr : Filip Mosz
- Małgorzata Ząbkowska : Irka Mosz, la femme de Filip
- Ewa Pokas : Anna Włodarczyk
- Stefan Czyżewski : directeur de l'usine
- Jerzy Nowak : Osuch, chef direct de Filip Mosz
- Tadeusz Bradecki : Witek, son assistant
- Marek Litewka : Piotrek Krawczyk
- Bogusław Sobczuk : directeur de la télévision
- Krzysztof Zanussi : lui-même
- Teresa Szmigielówna : membre du jury du festival